# Edraianthus murbeckii
Edraianthus murbeckii là loài thực vật có hoa trong họ Hoa chuông. Loài này được Wettst. mô tả khoa học đầu tiên năm 1891.